# Cabra del Santo Cristo
Cabra del Santo Cristo település Spanyolországban, Jaén tartományban. Cabra del Santo Cristo Huelma, Jódar, Úbeda, Quesada, Larva, Dehesas de Guadix, Alamedilla és Guadahortuna községekkel határos. Lakosainak száma 1651 fő (2024).

## Népesség
A település népessége az elmúlt években az alábbi módon változott:
| Lakosok száma | 2229 | 2240 | 2157 | 2101 | 2034 | 1968 | 1877 | 1779 | 1745 | 1651 |
|               | 2001 | 2004 | 2007 | 2009 | 2012 | 2014 | 2017 | 2019 | 2022 | 2024 |